# Scottish FA Cup 2012/13
Der Scottish FA Cup wurde 2012/13 zum 128. Mal ausgespielt. Der schottische Pokalwettbewerb, der offiziell als William Hill Scottish Cup ausgetragen und vom Schottischen Fußballverband geleitet wurde, begann am 4. August 2012 und endete mit dem Finale am 26. Mai 2013 im Glasgower Hampden Park. Titelverteidiger war Heart of Midlothian, das sich im Vorjahr im Finale gegen Hibernian Edinburgh im Edinburgh Derby durchsetzte. Der Pokalsieger oder Finalist war für die folgende Playoff-Runde der UEFA Europa League 2013/14 startberechtigt. Die Vereine der Scottish Premier League stiegen in der 4. Runde des Pokals ein. Zu Beginn des Wettbewerbs spielten vier Mannschaften in einer sogenannten preliminary round gegeneinander, um sich für die 1. Runde zu qualifizieren. Mit einem 3:0-Finalsieg gegen Hibernian Edinburgh konnte Celtic Glasgow das Double aus Meisterschaft und Pokal perfekt machen. Der Rekordpokalsieger gewann durch einen Doppelpack von Gary Hooper und einem Tor von Joe Ledley. Hibernian kassierte damit die zweite Finalniederlage in Folge, womit der Klub seit 1902 weiterhin auf einen Pokalsieg wartete.

## Vorrunde
Ausgetragen wurden die Begegnungen am 4. August 2012.
|                 | Ergebnis |                        |
| --------------- | -------- | ---------------------- |
| FC Fort William | 1:3      | Preston Athletic       |
| FC Keith        | 0:1      | St. Cuthbert Wanderers |

## 1. Runde
Ausgetragen wurden die Begegnungen am 25. August 2012. Die Wiederholungsspiele fanden am 1. September 2012 statt.
|                            | Ergebnis |                         |
| -------------------------- | -------- | ----------------------- |
| Threave Rovers             | 0:1      | FC Vale of Leithen      |
| FC Bonnyrigg Rose Athletic | 2:1      | FC Girvan               |
| FC Huntly                  | 2:2      | FC Wigtown & Bladnoch   |
| FC Shotts Bon Accord       | 1:1      | Edinburgh City          |
| FC Irvine Meadow XI        | 4:0      | Gala Fairydean Rovers   |
| Edinburgh University       | 1:2      | St. Cuthbert Wanderers  |
| Formartine United          | 3:2      | Brora Rangers           |
| FC Civil Service Strollers | 4:0      | FC Newton Stewart       |
| FC Spartans                | 0:2      | Wick Academy            |
| Glasgow University         | 0:2      | FC Selkirk              |
| Clachnacuddin F.C.         | 2:1      | FC Lossiemouth          |
| FC Fraserburgh             | 4:0      | FC Coldstream           |
| FC Hawick Royal Albert     | 2:4      | FC Golspie Sutherland   |
| FC Whitehill Welfare       | 2:4      | FC Inverurie Loco Works |
| Buckie Thistle             | 0:0      | FC Rothes               |
| FC Hermes                  | 1:4      | FC Deveronvale          |
| Preston Athletic           | 0:2      | FC Nairn County         |
| Turriff United             | 6:1      | FC Burntisland Shipyard |

### Wiederholungsspiele
|                       | Ergebnis |                   |
| --------------------- | -------- | ----------------- |
| Edinburgh City        | 4:1      | Shotts Bon Accord |
| FC Rothes             | 0:4      | Buckie Thistle    |
| FC Wigtown & Bladnoch | 0:2      | FC Huntly         |

## 2. Runde
Ausgetragen wurden die Begegnungen am 29. September 2012. Die Wiederholungsspiele fanden am 6. Oktober 2012 statt.
|                            | Ergebnis |                         |
| -------------------------- | -------- | ----------------------- |
| Cove Rangers               | 7:0      | FC Golspie Sutherland   |
| FC Fraserburgh             | 1:2      | FC East Stirlingshire   |
| Forres Mechanics           | 0:1      | Glasgow Rangers         |
| Clachnacuddin F.C.         | 4:2      | Formartine United       |
| FC Civil Service Strollers | 1:2      | Turriff United          |
| FC Montrose                | 1:3      | Edinburgh City          |
| Buckie Thistle             | 0:0      | Annan Athletic          |
| Berwick Rangers            | 1:0      | Wick Academy            |
| FC Selkirk                 | 1:1      | FC Vale of Leithen      |
| FC Inverurie Loco Works    | 4:3      | FC Huntly               |
| FC Deveronvale             | 3:2      | FC Peterhead            |
| Elgin City                 | 3:1      | St. Cuthbert Wanderers  |
| FC Dalbeattie Star         | 0:5      | Stirling Albion         |
| FC Queen’s Park            | 3:0      | Irvine Meadow XI        |
| Stirling University        | 0:1      | Bonnyrigg Rose Athletic |
| FC Clyde                   | 3:3      | Nairn County            |

### Wiederholungsspiele
|                    | Ergebnis |                |
| ------------------ | -------- | -------------- |
| Annan Athletic     | 1:2      | Buckie Thistle |
| Nairn County       | 3:2      | FC Clyde       |
| FC Vale of Leithen | 5:1      | FC Selkirk     |

## 3. Runde
Ausgetragen werden die Begegnungen am 3. November 2012. Die Wiederholungsspiele fanden am 10. und 13. November 2012 statt.
|                      | Ergebnis |                         |
| -------------------- | -------- | ----------------------- |
| Buckie Thistle       | 0:1      | Turriff United          |
| FC Dumbarton         | 4:1      | FC East Stirlingshire   |
| Airdrie United       | 2:2      | Raith Rovers            |
| FC Stranraer         | 1:1      | FC Queen’s Park         |
| Partick Thistle      | 2:1      | Cove Rangers            |
| Forfar Athletic      | 3:3      | Nairn County            |
| Albion Rovers        | 1:1      | Greenock Morton         |
| FC Cowdenbeath       | 8:1      | Vale of Leithen         |
| Edinburgh City       | 0:2      | Queen of the South      |
| Stirling Albion      | 0:1      | Deveronvale             |
| Inverurie Loco Works | 3:3      | FC Arbroath             |
| Ayr United           | 2:1      | Clachnacuddin F.C.      |
| FC Stenhousemuir     | 1:1      | Berwick Rangers         |
| Brechin City         | 2:2      | Bonnyrigg Rose Athletic |
| Glasgow Rangers      | 7:0      | Alloa Athletic          |
| Elgin City           | 5:1      | FC East Fife            |

### Wiederholungsspiele
|                         | Ergebnis  |                      |
| ----------------------- | --------- | -------------------- |
| Greenock Morton         | 3:0       | Albion Rovers        |
| Nairn County            | 2:3       | Forfar Athletic      |
| Raith Rovers            | 4:3 n. V. | Airdrie United       |
| Berwick Rangers         | 2:5       | FC Stenhousemuir     |
| FC Queen’s Park         | 0:4       | FC Stranraer         |
| FC Arbroath             | 3:1       | Inverurie Loco Works |
| Bonnyrigg Rose Athletic | 0:6       | Brechin City         |

## 4. Runde
Ausgetragen wurden die Begegnungen am 1., 2. und 4. Dezember 2012. Die Wiederholungsspiele fanden am 11. und 12. Dezember 2012 statt.
|                     | Ergebnis |                      |
| ------------------- | -------- | -------------------- |
| FC Aberdeen         | 1:1      | FC Motherwell        |
| Partick Thistle     | 0:1      | Dunfermline Athletic |
| FC Kilmarnock       | 2:1      | Queen of the South   |
| Hibernian Edinburgh | 1:0      | Heart of Midlothian  |
| Raith Rovers        | 2:1      | Deveronvale          |
| Turriff United      | 1:1      | Greenock Morton      |
| FC Livingston       | 0:2      | FC Dundee            |
| Glasgow Rangers     | 3:0      | Elgin City           |
| Forfar Athletic     | 2:1      | Ayr United           |
| Ross County         | 3:3      | Inverness CT         |
| Celtic Glasgow      | 1:1      | FC Arbroath          |
| Dumbarton           | 1:3      | Hamilton Academical  |
| Cowdenbeath         | 0:3      | FC St. Johnstone     |
| Stranraer           | 0:5      | Dundee United        |
| Stenhousemuir       | 0:1      | FC Falkirk           |
| FC St. Mirren       | 2:0      | Brechin City         |

### Wiederholungsspiele
|                 | Ergebnis |                |
| --------------- | -------- | -------------- |
| Inverness CT    | 2:1      | Ross County    |
| Motherwell      | 1:2      | Aberdeen       |
| Greenock Morton | 6:0      | Turriff United |
| Arbroath        | 0:1      | Celtic Glasgow |

## Achtelfinale
Ausgetragen wurden die Begegnungen am 2. und 3. Februar 2013.
|                      | Ergebnis |                     |
| -------------------- | -------- | ------------------- |
| Raith Rovers         | 0:3      | Celtic Glasgow      |
| St. Mirren           | 2:0      | St. Johnstone       |
| Dunfermline Athletic | 0:2      | Hamilton Academical |
| Hibernian Edinburgh  | 1:0      | Aberdeen            |
| Falkirk              | 4:1      | Forfar Athletic     |
| Dundee United        | 3:0      | Glasgow Rangers     |
| Dundee               | 5:1      | Greenock Morton     |
| Kilmarnock           | 2:0      | Inverness CT        |

## Viertelfinale
Ausgetragen wurden die Begegnungen am 2. März 2013.
|                     | Ergebnis |                     |
| ------------------- | -------- | ------------------- |
| Hamilton Academical | 1:2      | FC Falkirk          |
| FC Dundee           | 1:2      | Dundee United       |
| FC Kilmarnock       | 2:4      | Hibernian Edinburgh |
| FC St. Mirren       | 1:2      | Celtic Glasgow      |

## Halbfinale
Ausgetragen wurden die Begegnungen am 13. und 14. April 2013.
|                     | Ergebnis  |                |
| ------------------- | --------- | -------------- |
| Hibernian Edinburgh | 4:3 n. V. | FC Falkirk     |
| Dundee United       | 3:4 n. V. | Celtic Glasgow |

## Finale
| Hibernian Edinburgh                                          | Hibernian Edinburgh | Celtic Glasgow | Celtic Glasgow |
| ------------------------------------------------------------ | --- | --- | -------------- |
| Hibernian Edinburgh                                          | \| Finale \| \| Sonntag, 26. Mai 2013 um 15:00 Uhr in Glasgow (Hampden Park) \| \| Ergebnis: 0:3 (0:2) \| \| Zuschauer: 51.254 (ausverkauft) \| \| Schiedsrichter: William Collum \|                                                                               | \| Finale \| \| Sonntag, 26. Mai 2013 um 15:00 Uhr in Glasgow (Hampden Park) \| \| Ergebnis: 0:3 (0:2) \| \| Zuschauer: 51.254 (ausverkauft) \| \| Schiedsrichter: William Collum \|                                                                                        | Celtic Glasgow |
| Hibernian Edinburgh                                          | Ben Williams – Alan Maybury, Paul Hanlon, Ryan McGivern, Jordon Forster – Kevin Thomson (76. Ross Caldwell), Jorge Aaron Claros, Tom Taiwo, Alex Harris, Leigh Griffiths (84. Lewis Stevenson) – Eoin Doyle (71. Danny Handling) Cheftrainer: Pat Fenlon ( Irland) | Fraser Forster – Emilio Izaguirre, Charles Mulgrew, Kelvin Wilson, Mikael Lustig – Scott Brown (80. Efe Ambrose), Joe Ledley, Kris Commons (76. Georgios Samaras), James Forrest (88. Patrick McCourt) – Anthony Stokes, Gary Hooper Cheftrainer: Neil Lennon ( Nordirland) | Celtic Glasgow |
| Hibernian Edinburgh                                          | 0:1 Gary Hooper (8.) 0:2 Gary Hooper (31.) 0:3 Joseph Ledley (80.) | | Celtic Glasgow |
| Hibernian Edinburgh                                          | Jorge Aaron Claros (55.), Leigh Griffiths (59.) | Scott Brown (55.) | Celtic Glasgow |
| Finale                                                       | | |                |
| Sonntag, 26. Mai 2013 um 15:00 Uhr in Glasgow (Hampden Park) | | |                |
| Ergebnis: 0:3 (0:2)                                          | | |                |
| Zuschauer: 51.254 (ausverkauft)                              | | |                |
| Schiedsrichter: William Collum                               | | |                |